# Cử tạ tại Đại hội Thể thao Đông Nam Á 2009
Cử tạ tại Đại hội Thể thao Đông Nam Á năm 2009 diễn ra từ ngày 10 đến 13 tháng 12 năm 2009 tại Trường Pornsawan, thành phố Viêng Chăn, Lào. Chương trình thi đấu bao gồm 13 nội dung, tương ứng với bảy hạng cân nam (56 kg, 62 kg, 69 kg, 77 kg, 85 kg, 94 kg, +94 kg) và sáu hạng cân nữ (48 kg, 53 kg, 58 kg, 63 kg, 69 kg, +69 kg) .

## Bảng huy chương
| Hạng               | Đoàn               | Vàng | Bạc | Đồng | Tổng số |
| ------------------ | ------------------ | ---- | --- | ---- | ------- |
| 1                  | Indonesia          | 5    | 1   | 1    | 7       |
| 2                  | Thái Lan           | 4    | 4   | 0    | 8       |
| 3                  | Việt Nam           | 2    | 2   | 2    | 6       |
| 4                  | Myanmar            | 1    | 2   | 5    | 8       |
| 5                  | Lào                | 1    | 0   | 1    | 2       |
| 6                  | Malaysia           | 0    | 3   | 2    | 5       |
| 7                  | Philippines        | 0    | 1   | 1    | 2       |
| Tổng số (7 đơn vị) | Tổng số (7 đơn vị) | 13   | 13  | 12   | 38      |

## Tóm tắt kết quả

### Nam
| Hạng cân   | Vàng                                 | Bạc                            | Đồng                              |
| ---------- | ------------------------------------ | ------------------------------ | --------------------------------- |
| 56 kg      | Jadi Setiadi · Indonesia             | Pyae Phyo · Myanmar            | Amirul Hamizan Ibrahim · Malaysia |
| 62 kg      | Eko Yuli Irawan · Indonesia          | Pongsak Maneetong · Thái Lan   | Nguyễn Mạnh Thắng · Việt Nam      |
| 69 kg      | Triyatno · Indonesia                 | Phaisan Hansawong · Thái Lan   | Kyaw Moe Win · Myanmar            |
| 77 kg      | Dương Thanh Trúc · Việt Nam          | Zulkifli · Malaysia            | Pyae Phyo Swe · Malaysia          |
| 85 kg      | Pitaya Tibnoke · Thái Lan            | Shwe Lin Htut · Myanmar        | Hoàng Tấn Tài · Việt Nam          |
| 94 kg      | Suthiphon Watthanakasiram · Thái Lan | Mohd Faiz · Malaysia           | Renante Briones · Philippines     |
| Over 94 kg | Khunchai Nuchpum · Thái Lan          | Joselito Padilla · Philippines |                                   |

### Nữ
| Hạng cân   | Vàng                            | Bạc                          | Đồng                      |
| ---------- | ------------------------------- | ---------------------------- | ------------------------- |
| 48 kg      | Pramsiri Bunphithak · Thái Lan  | Ngô Thị Nga · Việt Nam       | Zaira Zakaria · Malaysia  |
| 53 kg      | Kheuakham Ly · Lào              | Raihan · Malaysia            | Aye Thanda Lwin · Myanmar |
| 58 kg      | Raema Lisa Rumbewas · Indonesia | Pimsiri Sirikaew · Thái Lan  | Lortoungdaue Mailor · Lào |
| 63 kg      | Okta Dwi Pramita · Indonesia    | Nguyễn Thị Thiết · Việt Nam  | Thaw Yae Faw · Myanmar    |
| 69 kg      | Nguyễn Thị Phượng · Việt Nam    | Sinta Darmariani · Indonesia | Yar Thet Pan · Myanmar    |
| Over 69 kg | Zay Zay Latt · Myanmar          | Annipa Moontar · Thái Lan    | Novi Yanti · Indonesia    |

## Kết quả

### Nam

#### 56 Kg
10 tháng 12
| Vận động viên          | NOC       | Cân nặng (Kg) | Cử giật | Cử đẩy | Tổng cử |
| ---------------------- | --------- | ------------- | ------- | ------ | ------- |
| Jadi Setiadi           | Indonesia | 55.47         | 126     | 148    | 274     |
| Pyae Phyo              | Myanmar   | 55.03         | 119     | 147    | 266     |
| Amirul Hamizan Ibrahim | Malaysia  | 55.93         | 118     | 147    | 265     |
| Hoàng Anh Tuấn         | Việt Nam  | 55.93         | 125     |        | DNF     |

#### 62 Kg
11 tháng 12
| Vận động viên     | NOC         | Cân nặng (Kg) | Cử giật | Cử đẩy | Tổng cử |
| ----------------- | ----------- | ------------- | ------- | ------ | ------- |
| Eko Yuli Irawan   | Indonesia   | 61.66         | 135     | 165    | 300     |
| Pongsak Maneetong | Thái Lan    | 61.82         | 120     | 158    | 278     |
| Nguyễn Mạnh Thắng | Việt Nam    | 61.48         | 123     | 154    | 277     |
| Naharudin         | Malaysia    | 61.72         | 122     | 142    | 264     |
| Jaymark Perez     | Philippines | 61.51         | 100     | 130    | 230     |
| Saykham           | Lào         | 61.25         | 85      | 112    | 197     |

#### 69 Kg
11 tháng 12
| Vận động viên     | NOC         | Cân nặng (Kg) | Cử giật | Cử đẩy | Tổng cử |
| ----------------- | ----------- | ------------- | ------- | ------ | ------- |
| Triyatno          | Indonesia   | 68.98         | 147     | 179    | 326     |
| Phaisan Hansawong | Thái Lan    | 67.55         | 140     | 180    | 320     |
| Kyaw Moe Win      | Myanmar     | 67.83         | 137     | 166    | 303     |
| Mohd Faerul       | Malaysia    | 68.96         | 138     | 161    | 299     |
| Jomar Napolereyes | Philippines | 68.26         | 115     | 140    | 255     |
| Khamphouvong      | Lào         | 68.24         | 105     | 122    | 227     |
| Nguyễn Hồng Ngọc  | Việt Nam    | 68.58         | 132     |        | DNF     |

#### 77 Kg
12 tháng 12
| Vận động viên    | NOC       | Cân nặng (Kg) | Cử giật | Cử đẩy | Tổng cử |
| ---------------- | --------- | ------------- | ------- | ------ | ------- |
| Dương Thanh Trúc | Việt Nam  | 76.28         | 126     | 169    | 295     |
| Zulkifli         | Malaysia  | 76.88         | 135     | 160    | 295     |
| Pyae Phyo Swe    | Myanmar   | 70.46         | 110     | 135    | 245     |
| Thanouxay        | Lào       | 71.91         | 106     | 125    | 231     |
| Sandow Nasution  | Indonesia | 76.62         |         |        | DNF     |

#### 85 Kg
13 tháng 12
| Vận động viên            | NOC         | Cân nặng (Kg) | Cử giật | Cử đẩy | Tổng cử |
| ------------------------ | ----------- | ------------- | ------- | ------ | ------- |
| Pitaya Tibnoke           | Thái Lan    | 84.55         | 150     | 182    | 332     |
| Shwe Lin Htut            | Myanmar     | 83.91         | 150     | 181    | 331     |
| Trần Văn Hòa             | Việt Nam    | 84.52         | 141     | 165    | 306     |
| Bureros Christopher      | Philippines | 84.54         | 125     | 150    | 275     |
| Savathtongdy Chanthaboun | Lào         | 79.68         | 100     | 120    | 220     |
| Lourenco Da Costa        | Đông Timor  | 81.97         | 70      | 100    | 170     |

#### 94 Kg
13 tháng 12
| Vận động viên             | NOC         | Cân nặng (Kg) | Cử giật | Cử đẩy | Tổng cử |
| ------------------------- | ----------- | ------------- | ------- | ------ | ------- |
| Suthiphon Watthanakasikam | Thái Lan    | 92.55         | 168     | 192    | 360     |
| Mohd Faiz                 | Malaysia    | 92.67         | 135     | 165    | 300     |
| Renante Briones           | Philippines | 93.25         | 130     | 155    | 285     |
| Sengdala Bountun          | Lào         | 85.66         | 104     | 115    | 219     |

#### Trên 94 Kg
13 tháng 12
| Vận động viên    | NOC         | Cân nặng (Kg) | Cử giật | Cử đẩy | Tổng cử |
| ---------------- | ----------- | ------------- | ------- | ------ | ------- |
| Khunchai Nuchpum | Thái Lan    | 99.73         | 155     | 190    | 345     |
| Joselito Padilla | Philippines | 115.19        | 135     | 165    | 300     |
| Bayu Apriliawan  | Indonesia   | 105.39        | 151     |        | DNF     |

### Nữ

#### 48 Kg
10 tháng 12
| Vận động viên       | NOC         | Cân nặng (Kg) | Cử giật | Cử đẩy | Tổng cử |
| ------------------- | ----------- | ------------- | ------- | ------ | ------- |
| Pramsiri Bunphithak | Thái Lan    | 47.84         | 86      | 108    | 194     |
| Ngô Thị Nga         | Việt Nam    | 47.60         | 87      | 98     | 185     |
| Zaira               | Malaysia    | 47.86         | 70      | 94     | 164     |
| Kelle Rojas         | Philippines | 47.11         | 68      | 80     | 148     |

#### 53 Kg
11 tháng 12
| Vận động viên       | NOC      | Cân nặng (Kg) | Cử giật | Cử đẩy | Tổng cử |
| ------------------- | -------- | ------------- | ------- | ------ | ------- |
| Kheuakham           | Lào      | 51.17         | 58      | 65     | 123     |
| Raihan              | Malaysia | 52.99         | 57      | 63     | 120     |
| Aye Thanda Lwin     | Myanmar  | 52.31         | 57      | 62     | 119     |
| Nguyen Thi Thuy     | Việt Nam | 51.61         | 55      | 60     | 115     |
| Aungsumalin Saylert | Thái Lan | 52.36         | 55      | 60     | 115     |

#### 58 Kg
11 tháng 12
| Vận động viên       | NOC       | Cân nặng (Kg) | Cử giật | Cử đẩy | Tổng cử |
| ------------------- | --------- | ------------- | ------- | ------ | ------- |
| Raema Lisa Rumbewas | Indonesia | 56.46         | 94      | 116    | 210     |
| Pimsiri Sirikaew    | Thái Lan  | 57.41         | 93      | 115    | 208     |
| Mailor              | Lào       | 53.28         | 60      | 77     | 137     |

#### 63 Kg
12 tháng 12
| Vận động viên    | NOC       | Cân nặng (Kg) | Cử giật | Cử đẩy | Tổng cử |
| ---------------- | --------- | ------------- | ------- | ------ | ------- |
| Okta Dwi Pramita | Indonesia | 58.17         | 94      | 117    | 211     |
| Nguyễn Thị Thiết | Việt Nam  | 62.75         | 94      | 117    | 211     |
| Thaw Yae Faw     | Myanmar   | 60.92         | 93      | 111    | 204     |

#### 69 Kg
12 tháng 12
| Vận động viên     | NOC       | Cân nặng (Kg) | Cử giật | Cử đẩy | Tổng cử |
| ----------------- | --------- | ------------- | ------- | ------ | ------- |
| Nguyễn Thị Phượng | Việt Nam  | 67.58         | 106     | 120    | 226     |
| Sinta Darmariani  | Indonesia | 68.62         | 94      | 124    | 218     |
| Yar Thet Pan      | Myanmar   | 68.30         | 95      | 110    | 205     |
| Nurul Farhanah    | Malaysia  | 68.97         | 82      | 95     | 177     |
| Bao Vang          | Lào       | 68.10         | 75      | 95     | 170     |

#### Trên 69 Kg
13 tháng 12
| Vận động viên  | NOC         | Cân nặng (Kg) | Cử giật | Cử đẩy | Tổng cử |
| -------------- | ----------- | ------------- | ------- | ------ | ------- |
| Zay Zay Latt   | Myanmar     | 75.09         | 118     | 143    | 261     |
| Annipa Moontar | Thái Lan    | 105.04        | 117     | 140    | 257     |
| Novi Yanti     | Indonesia   | 80.72         | 97      | 110    | 207     |
| Angelica Lado  | Philippines | 87.90         | 75      | 101    | 176     |
| Manilat        | Lào         | 70.32         | 60      | 70     | 130     |
| Arisha Farra   | Malaysia    | 74.75         | 72      |        | DNF     |